# وینچنزو فرسیا
وینچنزو فرسیا (به ایتالیایی: Vincenzo Fresia) بازیکن فوتبال و اهل ایتالیا است که از سال ۱۹۱۳ میلادی عضو تیم ملی فوتبال ایتالیا بوده و در ۱ بازی ملی حضور داشته‌است. او در بازی‌های ملی‌اش گلی به ثمر نرساند.
وینچنزو فرسیا آخرین بازی ملی خود را در سال ۱۹۱۳ میلادی انجام داد.